# ПИ-регулятор
Пропорционально-интегральный регулятор (ПИ-регулятор) — частный случай ПИД-регулятора. Является наиболее распространённым на практике регулятором, в силу своих достоинств:
1. Он способен обеспечить нулевую статическую ошибку регулирования.
2. Простоты настройки, которая обусловлена тем, что фактически настраиваются только два параметра: коэффициент усиления Кр и постоянная времени интегрирования Ti. В таком регуляторе имеется возможность оптимизации величины отношения Кр/Ti—min, что обеспечивает управление с минимально возможной среднеквадратичной ошибкой регулирования.
3. Малой чувствительности к шумам в канале измерения (в отличие от ПИД-регулятора).

## Характеристика и параметры ПИ-регулятора
В САР с ПИ-регулятором перемещение регулирующего органа осуществляется согласно дифференциальному уравнению:
{\displaystyle \mu _{p}(t)=k_{p}\varepsilon (t)+k_{p}/T_{u}\int \varepsilon (t)dt},
т.е. скорость изменения регулирующего воздействия пропорциональна взвешенной сумме отклонения и скорости изменения отклонения регулируемой величины в тот же момент времени.
Коэффициент kр называется коэффициентом передачи регулятора.
Его размерностью является отношение единицы измерения регулирующего воздействия к единице измерения регулируемой величины. Постоянная времени Ти имеет размерность времени, ее величина  характеризует степень ввода в закон регулирования интеграла и  получила название постоянной интегрирования регулятора. Иногда  ее называют временем удвоения, поскольку при   {\displaystyle \varepsilon (t)=1} через время  t = Ти регулирующее воздействие достигает значения 2kр.
В динамическом отношении ПИ-регулятор состоит из двух параллельно включенных регуляторов: П-регулятора с коэффициентом передачи kр и И-регулятора с коэффициентом передачи {\displaystyle k_{p}/T_{u}}. При этом, если постоянную интегрирования устремить к нулю, ПИ-регулятор превращается в П-регулятор, а при устремлении и коэффициента передачи и постоянной интегрирования к нулю при сохранении их постоянного отношения, получается И-регулятор.
Передаточная функция, КЧХ и переходная характеристика регулятора имеют вид:
{\displaystyle W_{p}(s)=k_{p}+k_{p}/(T_{u}s);W_{p}(jw)=k_{p}-j\left({\frac {k_{p}}{T_{u}w}}\right);h_{p}(t)=k_{p}+\left({\frac {k_{p}}{T_{u}}}\right)t}Для получения ПИ-регулятора применяют схемы усилителей с регулируемой отрицательной инерционной обратной связью и исполнительным механизмом постоянной скорости.